# 新河镇 (沭阳县)
新河镇，是中华人民共和国江苏省宿迁市沭阳县下辖的一个乡镇级行政单位。

## 行政区划
新河镇下辖以下地区：
新槐社区、双荡村、周圈村、堰头村、沙河村、大营村、维新村、解桥村、巴房村和春生村。